# 布拉夫頓鎮區 (阿肯色州耶爾縣)
布拉夫頓鎮區（英語：Bluffton Township）是位於美國阿肯色州耶爾縣的一個行政鎮區。

## 地方資料
布拉夫頓鎮區的面積為86.77平方千米，當中陸地面積為86.31平方千米，而水域面積為0.46平方千米。根據2010年美國人口普查的數據，當地共有人口160人，而人口密度為每平方千米1.84人。